# Danguolė Rasalaitė
Danguolė Rasalaitė, née à Telšiai en RSS de Lituanie le 19 mai 1983, morte à Malmö en Suède le 10 janvier 2000, est une jeune victime lituanienne du trafic humain. 
Entrée en Suède en septembre 1999 avec un faux passeport, Rasalaitė se retrouve immédiatement séquestrée dans un appartement, et obligée à se prostituer. Elle parvient à s'enfuir, mais seulement pour passer sous la coupe d'autres souteneurs. Traquée et désespérée, elle finit par se donner la mort, en sautant d'un pont enjambant une voie rapide.
La vie tragique de Danguolė Rasalaitė a inspiré au réalisateur suédois Lukas Moodysson son troisième long métrage, Lilya 4-ever, qui a été distribué dans de nombreux pays et a été récompensé par de nombreux prix.

## Vie en Lituanie
Née à Telšiai, une petite ville de l'ouest lituanien, Danguolė Rasalaitė a surtout vécu dans le quartier de Šančiai à Kaunas, la deuxième plus grande ville du pays. Elle est issue d'une famille modeste mais à l'abri du besoin. Après la condamnation de son père à une peine de prison ferme pour divers faits de violence, ses parents se séparent et sa mère se remarie, mais ce second mariage se solde une nouvelle fois par un divorce. La sœur ainée de Rasalaitė, Jolanta, a épousé un citoyen allemand et vit en Allemagne. Selon ses proches, Rasalaitė a probablement souffert pendant son enfance de l'absence de son père et de celle de sa mère qui, travaillant énormément, n'était pas toujours présente pour s'occuper d'elle. Mais c'était une bonne élève, appliquée et soignée.
Au milieu des années 1990, la mère de Rasalaitė décide d'émigrer aux États-Unis, après avoir gagné une Green Card à la loterie fédérale. Afin de réunir les fonds suffisants à son installation, elle choisit de vendre son appartement de Šančiai et de s'installer provisoirement à Žiežmariai, une petite localité située à une quarantaine de kilomètres à l'est de Kaunas. Elle prend aussi la décision d'envoyer Danguolė en Allemagne, sous la responsabilité de sa sœur ainée Jolanta. Rasalaitė est inscrite au gymnasium lituanien de Hüttenfeld, établissement fréquenté par une partie de la diaspora lituanienne en Europe de l'Ouest. Mais les choses ne se passent pas comme prévu : pour la première fois, l'adolescente fait preuve d'indiscipline et, à la suite d'une plainte de la direction du gymnasium, sa mère est contrainte de la faire revenir en Lituanie. La mère de Rasalaitė n'abandonne pas pour autant ses projets d'émigration et, lorsqu'elle quitte finalement la Lituanie pour les États-Unis, elle laisse la garde de sa fille à sa sœur Irena. Irena vit avec son mari et son fils dans un appartement de Žiežmariai, mais ce logement se révèle rapidement trop étroit pour abriter quatre personnes, et il est décidé que Rasalaitė retourne vivre dans le petit appartement laissé par sa mère. Rasalaitė se retrouve ainsi livrée à elle-même, alors qu'elle n'a pas encore fêté ses quinze ans.
À partir de ce moment, la vie de Rasalaitė part rapidement à la dérive. Elle abandonne ses études et refuse de se soumettre à l'autorité de ses oncles et tantes restés en Lituanie. Selon son amie Dalia, Rasalaitė est victime de violences sexuelles de la part de plusieurs hommes, et sombre dans la prostitution. Elle vit pendant quelque temps avec un homme dans la petite ville de Kaišiadorys, à quelques kilomètres au nord de Žiežmariai. En janvier 1999, la mère de Rasalaitė adresse depuis les États-Unis une lettre aux services sociaux lituaniens, par laquelle elle entend renoncer à son autorité parentale, au motif que sa fille refuse de lui obéir. Quelques mois plus tard, Rasalaitė rend visite à une amie, Kristina, en compagnie d'un homme qu'elle présente comme son petit-ami. Rasalaitė demande à Kristina, qui est majeure, de lui vendre son passeport, avec lequel elle souhaite voyager à l'étranger, ce qui lui est autrement impossible sans autorisation parentale. La transaction est conclue, et c'est le « petit-ami » qui donne l'argent à Kristina. Peu de temps après, le 17 septembre 1999, Rasalaitė monte dans un avion à l'aéroport de Kaunas et atterrit après un court vol à Kristianstad dans le sud de la Suède, à une centaine de kilomètres de Malmö. 

## Vie en Suède
En se rendant en Suède, Rasalaitė tombe malgré elle dans les mains de Giedrius dit « le Russe », un proxénète lituanien domicilié depuis plusieurs années en Suède. À sa sortie de l'aéroport de Kristianstad, elle est accueillie par un ami du « Russe », qui s'empare de son passeport et lui explique que le document lui sera rendu une fois remboursée une dette de 20 000 couronnes, correspondant à l'achat du billet d'avion et du passeport. Rasalaitė, qui ignore encore à ce moment-là la nature du travail qui l'attend, n'est pas troublée outre mesure. L'homme la conduit ensuite à Arlöv dans la banlieue nord de Malmö, où il la laisse seule dans un appartement dont il est propriétaire. Il ressort en verrouillant la porte derrière lui, Rasalaitė se retrouvant prisonnière. Peu de temps après, les clients commencent à défiler dans l'appartement. La jeune fille ne sort que sous escorte pour être conduite dans des discothèques clandestines, où elle doit là encore se livrer à la prostitution. 
L'un des clients réguliers de Rasalaitė, propriétaire d'une pizzeria au centre de Malmö, se montre particulièrement attentionné à son égard. Après avoir gagné sa confiance, il lui propose de s'enfuir pour le rejoindre, et sort de l'appartement d'Arlöv en « oubliant » de verrouiller la porte derrière lui. Rasalaitė en profite, et se rend à la pizzeria, où le propriétaire lui propose du travail, mais où elle est encore une fois amenée à se prostituer. Elle y fait aussi la rencontre d'un homme marié qui serait devenu son amant, et qui affirmera plus tard à la police ne pas avoir su qu'elle était une prostituée. Rasalaitė passe enfin sous la coupe d'une des figures bien connues du milieu de Malmö, un homme d'origine yougoslave.
Quelques semaines avant Noël 1999, Rasalaitė fait la connaissance d'une fille de dix-sept ans, Melita, née en Bosnie et vivant en Suède depuis ses dix ans,. Les deux adolescentes sympathisent et décident d'emménager ensemble. Dès le lendemain, elles visitent un appartement dans la banlieue nord de Malmö, et se mettent d'accord avec la propriétaire. Danguolė passe les dernières semaines de sa vie dans cet appartement, refusant d'en sortir de peur de tomber sur « le Russe », ou sur un autre de ses souteneurs. Ses craintes sont largement justifiées, car Melita est abordée plusieurs fois au bas de l'immeuble par des hommes qui lui disent vouloir récupérer « ce qui leur appartient ». Les parents de Melita sont eux aussi menacés par des inconnus qui leur disent vouloir récupérer « leur bien ». Les deux adolescentes deviennent très proches, et Melita devient la confidente de Rasalaitė – c'est grâce à son témoignage que l'itinéraire de Rasalaitė en Suède a pu être retracé.

## Décès
Dans la nuit du 6 au 7 janvier 2000, Rasalaitė et Melita se disputent au cours d'une petite soirée organisée dans leur appartement. Rasalaitė parle alors de mettre fin à ses jours. Les deux adolescentes se réconcilient, mais dans l'après-midi du 7 janvier, Rasalaitė s'empare d'un couteau de cuisine et sort précipitamment de l'appartement. Melita n'a pas le temps de la retenir. Après avoir marché plus d'un kilomètre, Rasalaitė se retrouve à l'extrémité sud de la rue Krusegatan, là où un pont franchit la voie rapide E22 (55° 37′ 00″ N, 13° 02′ 44″ E). Selon les témoins, elle enjambe alors le garde-corps, marque un temps d'hésitation, et se laisse tomber en arrière. Immédiatement, des automobilistes s'arrêtent, descendent de leurs voitures et signalent au trafic de ralentir. Par chance, la jeune fille n'est percutée par aucun véhicule, mais sa tête a violemment heurté le macadam, et son cœur s'est arrêté de battre. Deux automobilistes tentent de la réanimer en attendant l'arrivée des secours. Une ambulance la conduit finalement à l'hôpital universitaire MAS, situé à environ cinq kilomètres.
Après avoir passé trois jours dans le coma, la fille est déclarée morte le 10 janvier 2000.

## Enquête policière
La police de Malmö ouvre une enquête sur les circonstances de la mort de la jeune fille, mais l'objectif est surtout dans un premier temps de l'identifier, et de prévenir ses proches. Aucun papier d'identité n'est en effet retrouvé sur le corps de Rasalaitė, et personne ne semble dans un premier temps s'inquiéter de sa disparition. Un avis publié dans le journal Kvällsposten du 9 janvier 2000 ne donne aucun résultat. Les policiers retrouvent toutefois, dans une poche du pantalon de la jeune fille, des morceaux de papier sur lesquels ont été griffonnés trois numéros de téléphone. L'un de ces numéros appartient à la mère de Melita, ce qui permet aux enquêteurs de faire la connaissance de la colocataire de Rasalaitė, et de visiter l'appartement dans lequel vivaient les deux amies. Là, ils mettent au jour trois lettres écrites par Danguolė à destination de proches restés en Lituanie : un cousin, et ses deux amies Dalia et Kristina. La lettre adressée à Kristina fait mention du passeport et de la transaction qui a eu lieu quelques mois auparavant à Žiežmariai, ce qui permet aux enquêteurs de comprendre que Rasalaitė est d'origine lituanienne, et qu'elle est entrée illégalement en Suède avec un passeport qui ne lui appartenait pas. Les policiers suédois entrent alors en contact avec leurs homologues lituaniens.
Les policiers lituaniens parviennent rapidement à localiser Kristina, qui vit toujours à Žiežmariai. Interrogée, la jeune femme leur avoue avoir vendu son passeport à une amie mineure qui souhaitait partir à l'étranger, et leur indique que cette amie s'appelle Danguolė Rasalaitė. Les policiers se rendent alors chez la tante et l'oncle maternels de Rasalaitė, à qui ils présentent une photographie de la fille, communiquée par la police suédoise. La tante et l'oncle reconnaissent formellement leur nièce sur la photo. Le 11 février 2000, les policiers lituaniens sont ainsi en mesure de confirmer par fax l'identité de l'adolescente à leurs homologues suédois.  
Pendant quelques mois, la police suédoise poursuit une enquête pour proxénétisme, et tente de retrouver la trace de Giedrius, dit « le Russe ». Le 23 mars 2000, l'affaire Rasalaitė est évoquée dans Efterlyst, une émission de télévision suédoise populaire, qui vise à solliciter les témoignages du public dans le cadre d'affaires criminelles en cours. À la suite de cette émission, les enquêteurs reçoivent de nombreux appels : on a vu Rasalaitė en compagnie de trois hommes dans une grosse berline noire, quelqu'un affirme savoir où se trouve le passeport de Kristina, etc... Mais c'est finalement l'ami du « Russe », le propriétaire de l'appartement dans lequel Rasalaitė était séquestrée, qui fournit aux enquêteurs la piste la plus solide. L'homme se dit prêt à collaborer moyennant une compensation financière. Interrogé, il permet aux policiers de retrouver la voiture du « Russe », et ainsi de déterminer l'identité du mystérieux Giedrius - identité bientôt confirmée par la police lituanienne. Apparait alors l'image d'un homme agissant pour son propre compte, indépendamment de tout réseau de prostitution organisé. Un mandat d'arrêt est lancé le 31 mai, mais il est déjà trop tard : selon les autorités lituaniennes, Giedrius a quitté la Suède pour la Lituanie le 30 avril. La justice suédoise classe finalement l'affaire sans suite le 3 août 2000. Le procureur estime en effet que les charges, étayées uniquement par les trois lettres écrites par Rasalaitė et par des témoignages humains, de même que la nature du crime, ne justifient pas un mandat d'arrêt international,.

« Quand on enquête sur un trafic de cinquante kilos de cocaïne, on peut espérer aboutir à une peine de quinze ans de prison. Alors que pour une affaire de proxénétisme aggravé, la sentence sera au maximum de quinze mois, le plus souvent moins d'un an, peut-être huit mois. Cette différence conduit à une priorisation de nos ressources. »

— Bo Lundqvist, inspecteur de police chargé de l'enquête

## Lilya 4-ever
La vie tragique de Danguolė Rasalaitė a largement inspiré le troisième long métrage du réalisateur suédois Lukas Moodysson, Lilya 4-ever, qui reste toutefois une œuvre de fiction. Le film retrace l'itinéraire de Lilya, une jeune habitante russophone d'une banlieue sordide de l'ex-URSS - les séquences « soviétiques » du film ont été tournées en Estonie. Abandonnée par sa mère partie vivre aux États-Unis, Lilya se retrouve sans ressources, et est contrainte de se prostituer. Elle croit trouver son salut lorsqu'elle fait la connaissance d'Andreï, un jeune homme attentionné qui devient son petit ami, et qui lui propose de partir vivre en Suède. Mais c'est un piège, et une fois sur place, Lilya est séquestrée, violée et battue par un homme qui l'oblige à se prostituer. Elle finit par s'enfuir, mais ne sachant où aller, choisit de se donner la mort.
Sorti en Suède en août 2002, Lilya 4-ever connait un succès aussi bien critique que commercial, et est le grand gagnant de la cérémonie des Guldbagge 2003, remportant un total de cinq trophées dont ceux du meilleur scénario, du meilleur film et du meilleur réalisateur. Il est aussi récompensé dans divers festivals internationaux, et est distribué dans de nombreux pays.
La performance de la jeune actrice Oksana Akinchina est elle aussi saluée, et est récompensée par plusieurs prix de la meilleure actrice. Dans le cadre d'une campagne de sensibilisation au trafic humain, le film est montré au parlement suédois et au parlement européen.

## Épilogue
Diffusé pour la première fois à la télévision suédoise en 2003, Lilja 4 real est un documentaire des journalistes Janne Josefsson et Hannes Råstam consacré au trafic humain en provenance d'Europe de l'Est. Il est en partie consacré à l'histoire de Danguolė Rasalaitė. Les deux reporters se sont rendus à Žiežmariai en Lituanie où ils ont pu rencontrer Dalia et Kristina, à qui ils ont remis les deux lettres retrouvées par la police suédoise dans l'appartement de Malmö.
À la demande de sa mère, les cendres de Rasalaitė ont été envoyées aux États-Unis. Elles y sont aujourd'hui enterrées. 